# Frieden von Longjumeau
Der Frieden von Longjumeau ist ein Friedensvertrag, der am 23. März 1568 zwischen den Anführern der königlichen (katholischen) und protestantischen Armeen unterzeichnet wurde und den Zweiten Hugenottenkrieg beendete.

## Kontext
Die Schlacht von Saint-Denis von 10. November 1567, der Höhepunkt des Zweiten Hugenottenkriegs, blieb unentschieden: Zwar wurde der Prinz von Condé zurückgeschlagen, doch der Connétable Anne de Montmorency wurde getötet. Von da belauerten sich die beiden Armeen gegenseitig, ohne dass sie miteinander kämpfen wollten: Die Protestanten versuchten, sich mit den Deutschen Reitern des Pfalzgrafen Johann Casimir von Pfalz-Simmern zu vereinigen, und die königliche Armee wartete auf die deutschen Truppen des Herzogs von Sachsen und die italienischen Truppen aus Piemont. Finanzmangel zwang beide Seiten zum Frieden. 

## Einzelheiten zum Vertrag
Der Vertrag wurde von Odet de Coligny und François de Montmorency ausgehandelt, in Longjumeau im Hôtel du Dauphin unterzeichnet. Durch ihn wurde der Zweite Hugenottenkrieg beendet.
Die Bedingungen des Edikts von Amboise wurden erneuert (Gottesdienst in einer Stadt pro Bailliage erlaubt, Verbot des Gottesdienstes in Paris, in den Städten innerhalb der Stadtmauern). Die Armeen wurden entlassen, wobei die protestantische Armee zuerst ging.
Es war ein bewaffneter Friede und jede der beiden Seiten organisierte sich anschließend für eine Wiederaufnahme der Kämpfe, die jede für unmittelbar bevorstehend hielt. Ab Juli versuchten die Katholiken, die beiden protestantischen Anführer, Admiral Coligny und Condé, in ihre Gewalt zu bringen: Der Versuch scheiterte, und der Krieg flammte erneut auf.